# Černíkov
Černíkov (deutsch Tschernikau, früher Czernikau) ist eine Gemeinde in Tschechien. Sie liegt acht Kilometer nordöstlich von Kdyně und gehört zum Okres Klatovy.

## Geographie
Černíkov befindet sich rechtsseitig über dem Quellgebiet des Baches Černíkovský potok in der Chudenická vrchovina. Westlich und südlich des Dorfes erstreckt sich das Tal des Rudoltický potok. Nördlich erheben sich der Malý Kouřim (660 m), Velký Kouřim (642 m) und die Vyhlídka (626 m), im Nordosten die Na Pušperské skále (582 m), östlich die Doubrava (727 m) und der Malý Bítov (668 m), im Südosten der Velký Bítov (713 m), südwestlich der Koráb (773 m) und die Hora (760 m) sowie im Westen die Dubovka (650 m) und der U Linharta (634 m).
Nachbarorte sind Košenice, Únějovice, Chocomyšl und Bezpravovice im Norden, Lučice, Pušperk und Čekanice im Nordosten, Poleňka, Poleň und Zdeslav im Osten, Mlýnec, Koryta und Struhadlo im Südosten, Rudoltice, Úsilov und Modlín im Süden, Úžlebec, Luh und Mezholezy im Südwesten, V Olší, Němčice und Stará Ves im Westen sowie Stará Huť, Úlíkov, Úboč und Všepadly im Nordwesten.

## Geschichte
Die erste schriftliche Erwähnung von crnikonis, pincernae imperatricis erfolgte 1379 im Steuerregister des Pilsener Kreises. Das Dorf soll nach dem Mundschenk der Königin Johanna von Bayern, Černík, benannt sein, der einen Teil davon besaß. Besitzer des anderen Teils war ein Dluhomil, dessen Sitz wahrscheinlich die Feste Čirnperk war, die sich östlich des Dorfes an einem erhöhten Platz über dem Teich befand. In der nachfolgenden Zeit wurde das Dorf als Czrnyekow, Czarnykow und Czernykow bezeichnet. Im Jahre 1410 gehörte ein Teil des Dorfes zur Burgherrschaft Nový Herštejn, mit der Feste Černíkov war der Edelknecht Čeněk belehnt. Zu den nachfolgenden Besitzern gehörte Dietrich von Čiremperk, der sich später das Prädikat von Černíkov zulegte. In der zweiten Hälfte des 15. Jahrhunderts besaßen die Brüder Jindřich und Nachval Výrek von Riesenberg das Gut Černíkov. Zwischen den Brüdern Výrek und Herzog Ludwig von Landshut kam es wegen Sold- und Schadenersatzforderungen zu gegenseitigen bewaffneten Überfällen. Der Konflikt zwischen böhmischen und bayerischen Adligen verschärfte sich 1472, als die Výrek von Riesenberg mit 2000 Mann plündernd in die Gegend von Viechtach und Deilnstein einfielen. Ein weiterer Feldzug richtete sich gegen die Güter des herzoglichen Rats Paul Streitenberger. Herzog Albrecht IV. schickte im Herbst 1473 ein bayerisches Heer unter Hauptmann Wolfgang Waldekar nach Böhmen, das die Dörfer Černíkov, Úsilov, Vílov, Smržovice, Libkov, Rudoltice, Mlýnec und Babice niederbrannte. Mit diesem blindwütigen Überfall, von dem nicht nur die Güter der Výrek von Riesenberg, sondern neben weiteren Grundherren auch das seinem Verbündeten Břeněk von Ronšperk gehörige Dorf Poleň betroffen waren, schuf sich Herzog Albrecht in Böhmen neue Feinde. Danach teilten die Brüder Výrek von Riesenberg die verwüstete Herrschaft auf; Jindřich erhielt Černíkov und Nachval Úsilov. Das seit 1233 nachweisliche Dorf Babice wurde nicht wieder aufgebaut, auf der Wüstung entstand später das Hegerhaus Stará Ves. Jindřich Výrek von Riesenberg verstarb 1506 ohne Nachkommen; sein Besitz fiel seinem Neffen Jan zu, mit dessen Tod im Jahre 1514 der Zweig der Výrek von Riesenberg erlosch. Das Erbe ging an Jindřich Švihovský von Riesenberg, der die Feste Černíkov mit dem Meierhof, dem Vorwerk und dem Dorf Černíkov sowie dem wüsten Dorf Babice 1519 für 725 Schock Meißnische Groschen an Nikolaus Nebílovský von Drahobuz veräußerte, der Černíkov an seine Herrschaft Poleň anschloss. Im 16. Jahrhundert bildete sich der volkstümliche Ortsname Černejkov heraus. In den Fluren V šachtách und V jamách wurde Eisenerz abgebaut, außerdem befanden sich am Rudoltický potok Goldseifen. Im Jahre 1592 schlugen die Nebílovský von Drahobuz das Gut Černíkov mit der wüsten Feste der Herrschaft Ježovy zu. Nachfolgender Besitzer war Johann Christoph von Račín, der das Gut 1615 an Heinrich Czernin von und zu Chudenitz auf Švihov verkaufte. In der berní rula von 1654 sind für Černíkov 14 Anwesen ausgewiesen. 1663 erbte Johann Hermann Czernin von und zu Chudenitz die Herrschaft. Seine Tochter konnte den überschuldeten Besitz nicht halten; Ježovy wurde verkauft und das abseits davon gelegene Gut Černíkov der Herrschaft Chudenice zugeschlagen. Bis ins 18. Jahrhundert war Černíkov nach Úboč gepfarrt, danach kam es zur Pfarrei Poleň. Im Jahre 1827 nahm die örtliche Schule den Unterricht auf. Im Theresianischen Kataster sind für Černíkov 24 Gehöfte ausgeführt, davon war eines der Herrschaft Bystřice nad Úhlavou und die übrigen Prokop Adalbert Czernin von und zu Chudenitz auf Chudenitz untertänig. Im Jahre 1839 bestand das Dorf aus 55 Häusern, in denen 475 Personen lebten. Bis zur Mitte des 19. Jahrhunderts blieb Černíkov immer nach Chudenice untertänig.
Nach der Aufhebung der Patrimonialherrschaften bildete Černíkov/Černikau ab 1850 eine Gemeinde im Gerichtsbezirk Neugedein. Im Jahre 1864 unternahmen Bergleute aus Merklín in der Flur Pod Skalicí Versuchsbaue auf Eisenerz, jedoch erwies sich der Eisengehalt der Erze als zu gering für einen Abbau. Ab 1868 gehörte die Gemeinde zum Bezirk Taus. Beim Zensus von 1921 lebten in den 63 Häusern des Dorfes 376 Personen. Zu Beginn des Jahres 1976 wurden Mezholezy, Rudoltice, Slavíkovice (mit Nevděk), Úsilov und Vílov mit Černíkov zu einem gemeinsamen Örtlichen Nationalausschuss zusammengeschlossen. Mezholezy und Úsilov wurden 1990 wieder eigenständig. Zum 1. Januar 2007 wechselte Černíkov aus dem  Okres Domažlice in den Okres Klatovy. In Úžlebec befindet sich ein Freibad.

## Gemeindegliederung
Die Gemeinde Černíkov besteht aus den Ortsteilen und Katastralbezirken Černíkov (Tschernikau), Nevděk (Berndörfel), Rudoltice (Rudoltitz, früher Hrdoltitz), Slavíkovice (Slawikau) und Vílov (Jillau, früher Gillau). Zu Černíkov gehören außerdem die Einschicht Stará Ves (Altdorfer Heger) und die Siedlung Úžlebec.

## Sehenswürdigkeiten
- Burgruine Pušperk auf dem Hügel Na Pušperské skále, die Burg entstand in der 2. Hälfte des 13. Jahrhunderts und wurde im 15. Jahrhundert erobert und zerstört.
- Burgstätte Ruchomperk auf dem Velký Kouřim, die Burg wurde zum Ende des 12. Jahrhunderts durch die Herren von Drslavice an der Stelle einer prähistorischen Befestigungsanlage erbaut. Im 15. Jahrhundert wurde die Burg aufgegeben.
- Kirche des hl. Josef in Slavíkovice, geweiht 1827

## Galerie

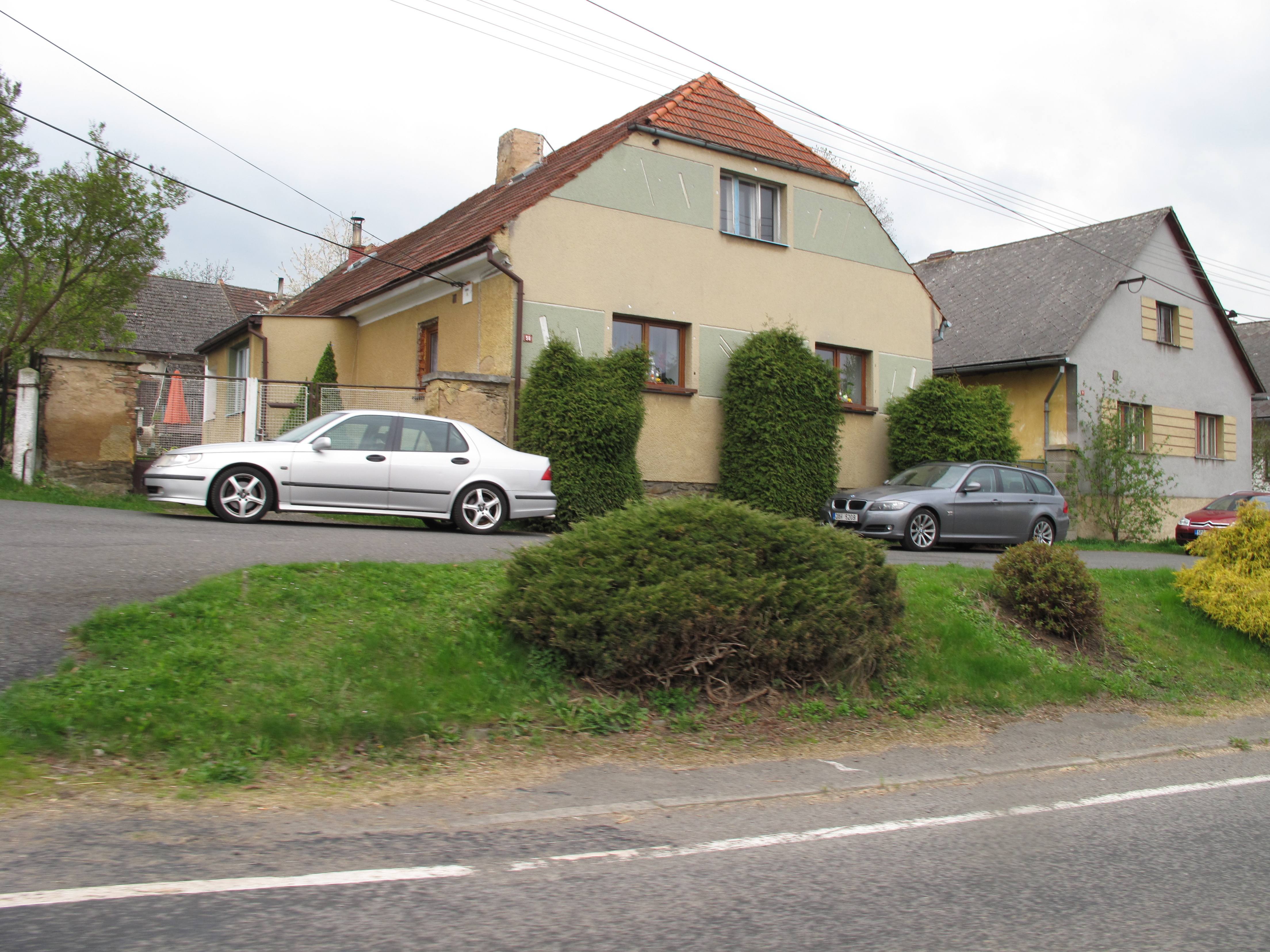
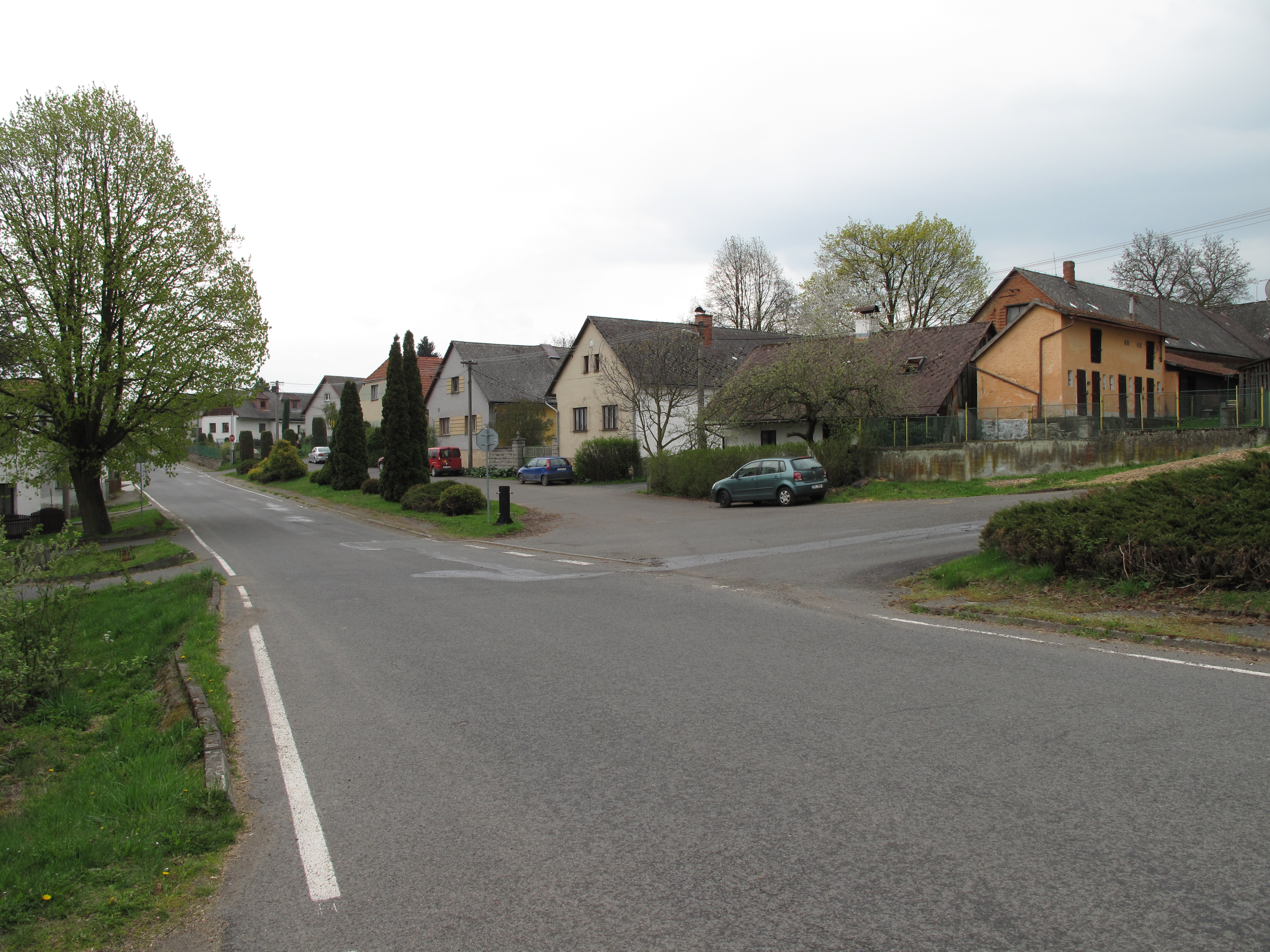
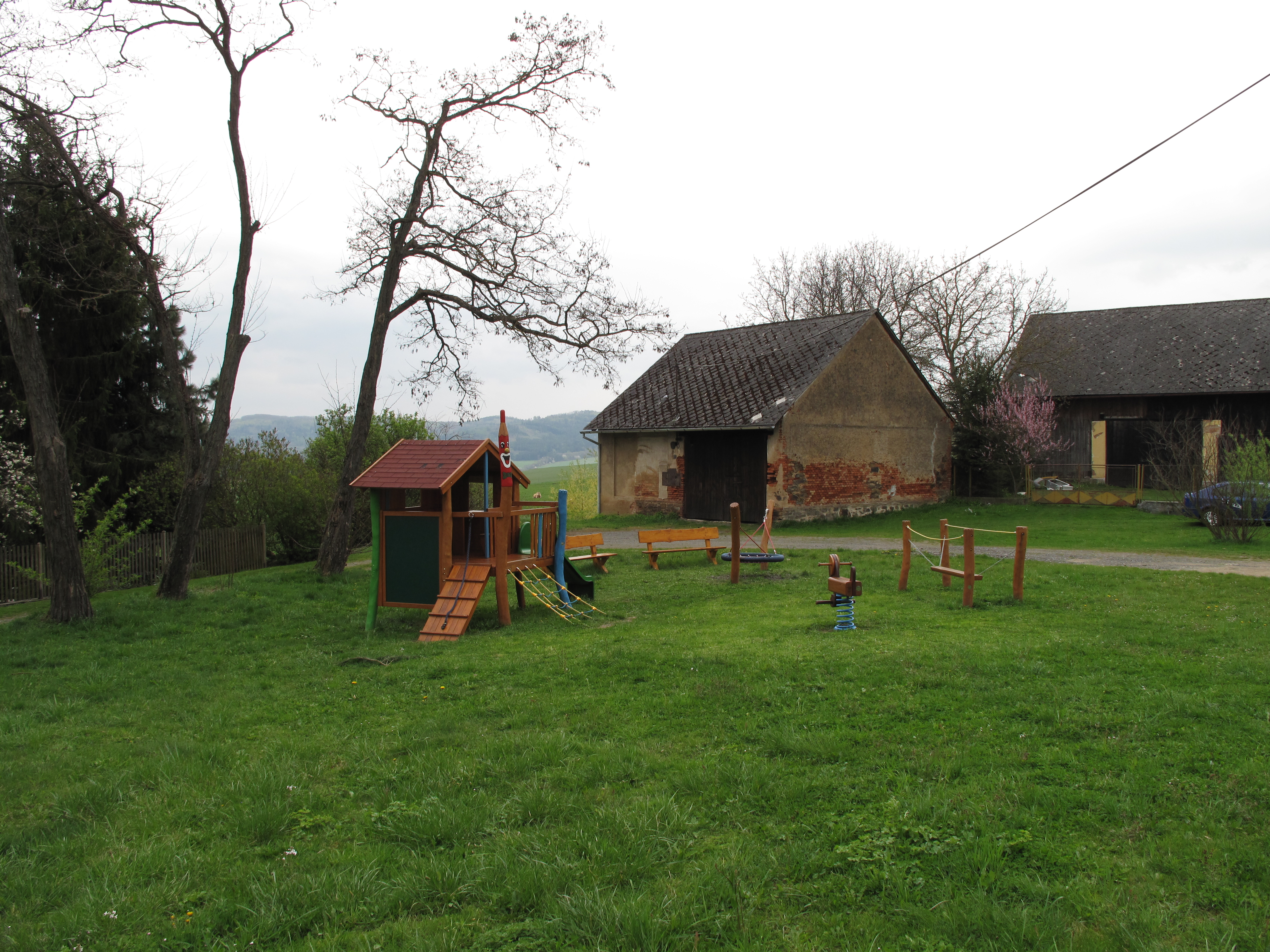